# Skała (Strzelin)
Pour les articles homonymes, voir Skała.
Skała est une localité polonaise de la gmina de Kondratowice, située dans le powiat de Strzelin en voïvodie de Basse-Silésie.